# Ірірі (річка)
Ірірі (порт. Rio Iriri) — річка у Південній Америці, в північній Бразилії (штати Пара та Мату-Гросу) — ліва притока річки Шінгу. Належить до водного басейну Амазонки → Атлантичного океану.

## Географія
Річка бере свій початок на плато Серра-ду-Качимбу, в південній частині штату Пара, майже на кордоні із штатом Мату-Гросу. Тече у південному напрямку, перетинає кордон із штатом Мату-Гросу і тече його територією кілька десятків кілометрів, далі забирає на північний схід, знову тече територією штату Пара, міняючи напрямок течії з північно-східного на північний — північно-східний. Впадає у річку Шінгу, з лівого берега.
Річка Ірірі має довжину 1100 км, за іншими даними близько 1300 км. Площа басейну становить близько 130 000 км². Живлення переважно дощове.

## Гідрологія
Спостереження за водним режимом річки проводилось протягом 20 років (1976–1995) на станції в Педра-де-О, у штаті Пара. Середньорічна витрата води яка спостерігалася тут у цей період становила 2 615 м³/с для водного басейну 123 827 км², що складає близько 95,3% від загальної площі басейну річки. За період спостереження, абсолютний мінімальний місячний стік становив 125 м³/с (у вересні 1983 року), абсолютний максимальний місячний стік становив 10 241 м³/с (у березні 1980 року). Мінімальний середньомісячний стік за весь період спостереження становив 211,7 м³/с (у вересні), а максимальний середньомісячний — 6 794,4 м³/с (у березні).
На графіку приведено показники середньомісячної витрати води річки Ірірі
за 20 років спостереження (1976–1995) на станції в Педра-де-О, м³/с:

## Притоки
Річка Ірірі на своєму шляху приймає воду багатьох приток, найбільші із них (від витоку до гирла):
- Іпіранга (ліва, ~ 145 км)
- Ірирі-Нову (права, ~ 360 км)
- Чиче (Шише, ліва, ~ 300 км)
- Шиншим (права)
- Катете (ліва, ~ 365 км)
- Куруа (ліва, ~ 470 км)
- Каражарі (права, ~ 140 км)
- Нову (права, ~ 325 км)